# 天津村 (福井県)
天津村（あまつむら）は福井県丹生郡にあった村。現在の福井市の南西部、日野川左岸、ふくい健康の森の東側一帯にあたる。

## 地理
- 山岳：烏ヶ岳
- 河川：日野川、志津川

## 歴史
- 1889年（明治22年）4月1日 - 町村制の施行により、御油村、小羽村、風巻村、島寺村、清水山村、片山村、真栗村、坪谷村、甑谷村及び在田村の区域をもって、天津村が発足する。
- 1955年（昭和30年）7月28日 - 天津村、志津村及び三方村が合併して、清水町が発足する。